# Gina Martini Fanoli
Gina Martini Fanoli (Milano, 6 febbraio 1919 – 2 dicembre 1965) è stata una politica italiana.

## Biografia
Viene eletta nelle file del Partito Comunista Italiano nella I legislatura della Repubblica alla Camera dei deputati.